# BOV (TAM)
BOV (srbsko Борбено оклопно возило (БОВ) / Borbeno oklopno vozilo), je oklepno vozilo s pogonom na vsa štiri kolesa, izdelana v nekdanji Jugoslaviji in današnji Srbiji.

## Opis
BOV ima prostor za deset članov posadke voznika, strelca in osem vojakov. Vozilo ima štirikolesni pogon, poganja ga šestvaljni dizelski motor Deutz tipa F 6L 413 F z močjo 150 KM (110 kW) pri 2650 vrt. / min.

## Zgodovina uporabe
BOV se uporablja za vojaške naloge in naloge notranje varnosti. Temu primerno je opremljen z mitraljezi, vodnimi topovi, metalci dimnih bomb in bomb s solzivec in mrežami za nadziranje množic med nemiri.
Ima dolgo zgodovino bojne uporabe na ozemlju nekdanje Jugoslavije. Vojaška policija in enote JLA so ga uporabljale med nemiri ter vojno v Sloveniji in na Hrvaškem za bojno delovanje in varovanje vojaških konvojev. Odlično so se izkazali PVO BOV-3 s svojimi 20 mm protiletalskimi topovi s katerimi so lahko izredno učinkovito obstreljevali tarče v zraku in na tleh. Zaradi šibkega oklepa je bilo veliko oklepnikov med vojno uničenih. V  kombinaciji s tanki T-55, oklepniki M-80 in pehoto se je uporabljalo tudi med kosovskim konfliktom. Predvsem protiletalsko različico BOV-3 so uporabljali za čiščenje vasi v katerih so se skrivali pripadniki KLA.
Danes BOV v Srbski vojski uporabljajo vojaška policijo (BOV M-86), mehanizirane oklep bataljonov (BOV M-83) in rezervni raketni bataljon PVO (BOV-3). BOV uporabljajo tudi posebne sile MUP Srbije, Republika Srbska, Hrvaška in Bosna in Hercegovina. Slovenski in hrvaška vojska sta BOV uporabili v mirovnih operacijah v Afganistanu in Kosovu.

## Različice
- BOV-1 - protitankovsko vozilo oboroženo s šestimi izstrelki NA-3. Znan tudi kot POLO (protivoklopno lansirno orudje) M-83.[3]
- BOV-3 - protiletalska različica s trojnimi topom M55A4B1 20 mm in 1.500 naboji ter 2x 4 izstrelki Strela-2M.[4]
- BOV-30 - protiletalsko vozilo z dvojnim 30 mm topom.
- BOV-M - oklepno vozilo za policijo. Ta različica je oborožen z dimnimi metalci in mitraljezom 7.62 mm ali 12,7 mm.
- BOV-SN - ambulantna različica.
- BOV-VP - oklepno vozilo za vojaško policijo. Znano tudi kot M-86.

### Nove različice
- BOV M10 - oklepna vozilo za poveljevanje in kontrolo artilerijskih sistemov
- BOV M11 - oklepno izvidniško vozilo.
- BOV M15 - oklepno vozilo za vojaško policijo, ki temelji na BOV-VP z novim motorjem, prenosom, gumami ki omogočajo vožnjo ob predrtju, daljinsko vodena postaja za 12,7 mm mitraljez in boljši oklep.[5]
- BOV M16 - dodatno izboljšano različico vključuje novi komunikacijski sistem z HF in VHF radiem, ogrevanje in klimatizacijo, toplotne kamere, sistem za odkrivanje in gašenje požara, pomožne pogonske enote, teleskopski senzor in nadgradljiv oklep.[6]
- HS M09 BOV-3 - hibridni protiletalski sistem, ki temelji na BOV-3 z osmimi raketami Strela 2 SAM nameščenih na kupolo.
- MRČKB BOV-3 - vozilo za komunikacije na osnovi BOV-3..

- BOV-1 protitankovsko vozilo.
- BOV-3 protiletalsko vozilo.
- BOV-M policijsko vozilo.
- BOV-SN reševalno vozilo.
- BOV-VP vojaška policija.
- BOV M10 poveljniško vozilo za artilerijo.
- BOV M11.
- BOV M-15, vojaška policija.
- MRČKB BOV-3.
- HS M09 BOV-3.
- BOV KIV.

## Operaterji

### Trenutni uporabniki
- - 52 BOV-VP, 86 BOV-1 in 80 BOV-3, 1 BOV-SN, BOV M11 12+(Policija), BOV M15 6+(Policija), MRČKB 4+.
- - 44 BOV-3, 37 BOV-1 in 54 BOV-VP. Dva ducata BOV-3 in BOV-1, predstavljenih na vojaški paradi v Zagrebu leta 2015. V prihodnosti jih bojo zamenjala vozila MRAP.
- - 14 BOV-VP in 32 BOV-3
- - 20 BOV-M, 6 BOV-3, donacija Slovenija
- - 6 BOV-VP, 9 BOV-1

### Nekdanji uporabniki
- - Preneseno na naslednice
- - 12 BOV-3 (v rezervi) in 28 BOV-M (v rezervi)